# Квятковский, Адам (актёр)
Адам Квятковский (пол. Adam Kwiatkowski; 16 мая 1922 — 10 июля 2005) — польский актёр театра, кино и телевидения.

## Биография
Адам Квятковский родился в Вильнюсе. Актёрское образование получил в Государственной высшей театральной школе (теперь Театральная академия им. А. Зельверовича в Варшаве), которую окончил в 1947 году. Дебютировал в театре в 1947 в Лодзи. Актёр театров в Лодзи, Катовице и Забже. Выступал в спектаклях «театра телевидения» в 1959—1979 годах. Умер в Катовице.

## Избранная фильмография
- 1949 — За вами пойдут другие / Za wami pójdą inni
- 1950 — Непокорённый город / Miasto nieujarzmione
- 1952 — Первые дни / Pierwsze dni
- 1953 — Три повести / Trzy opowieści
- 1953 — Дело, которое надо уладить / Sprawa do załatwienia
- 1953 — Трудная любовь / Trudna miłość
- 1953 — Целлюлоза / Celuloza
- 1954 — Недалеко от Варшавы / Niedaleko Warszawy
- 1955 — Подгале в огне / Podhale w ogniu
- 1957 — Обломки корабля / Wraki
- 1958 — Вольный город / Wolne miasto
- 1958 — База мёртвых людей / Baza ludzi umarłych
- 1961 — Свидетельство о рождении / Świadectwo urodzeniа
- 1967 — Вестерплатте / Westerplatte
- 1970 — Паром / Prom

## Признание
- 1955 — Медаль «10-летие Народной Польши».
- 1972 — Золотой Крест Заслуги.